# Kiviuq (satèl·lit)
Kiviuq és un satèl·lit irregular prògrad de Saturn. Fou descobert per Brett J. Gladman l'any 2000, rebé la designació provisional de S/2000 S 5. T

## Característiques
Kiviuq té uns 16 quilòmetres de diàmetre, i orbita Saturn a una distància d'11,1 milions de quilòmetres en 450 dies. És membre del grup inuit de satèl·lits irregulars. Mostra un color vermell clar i el seu espectre infraroig és molt similar a Siarnaq i Paaliaq, la qual cosa alimenta la hipòtesi d'un origen comú, és a dir, el trencament d'un cos més gran.
Es pensa que Kiviuq està en ressonància de Kozai, és a dir, reducció cíclica de la inclinació orbital mentre s'incrementa l'excentricitat orbital i a l'inrevés

## Denominació
Kiviuq rebé el seu nom definitiu el 8 d'agost de 2003 del gegant de la mitologia inuit. Kiviuq (també escrit Keeveeok, Qiviuq o Kivioq) és un heroi llegendari Inuk, una mena d'Odisseu que visqué molt de temps o que tingué moltes vides, viatjà i visqué nombroses aventures, els detalls de les quals depenen de la tradició oral dels narradors. Anteriorment havia tingut la designació provisional de S/2000 S 5, que indica que fou el cinquè satèl·lit fotografiat per primera vegada l'any 2000.